# Dekanija Dravsko polje
Dekanija Dravsko polje je rimskokatoliška dekanija, ki spada pod okrilje nadškofije Maribor. 

## Župnije
- Župnija Slivnica pri Mariboru
- Župnija Št. Janž na Dravskem polju
- Župnija Sv. Lovrenc na Dravskem polju
- Župnija Ptujska Gora
- Župnija Majšperk
- Župnija Cirkovce
- Župnija Rače
- Župnija Fram
- Župnija Hoče